# Chapultepec, Veracruz
Chapultepec är en ort i Mexiko.   Den ligger i kommunen Espinal och delstaten Veracruz, i den sydöstra delen av landet, 190 km nordost om huvudstaden Mexico City. Chapultepec ligger 107 meter över havet och antalet invånare är 693.
Terrängen runt Chapultepec är platt åt nordost, men åt sydväst är den kuperad. Runt Chapultepec är det ganska tätbefolkat, med 72 invånare per kvadratkilometer. Närmaste större samhälle är Olintla, 18,5 km sydväst om Chapultepec. Omgivningarna runt Chapultepec är en mosaik av jordbruksmark och naturlig växtlighet.